# Rüstringen

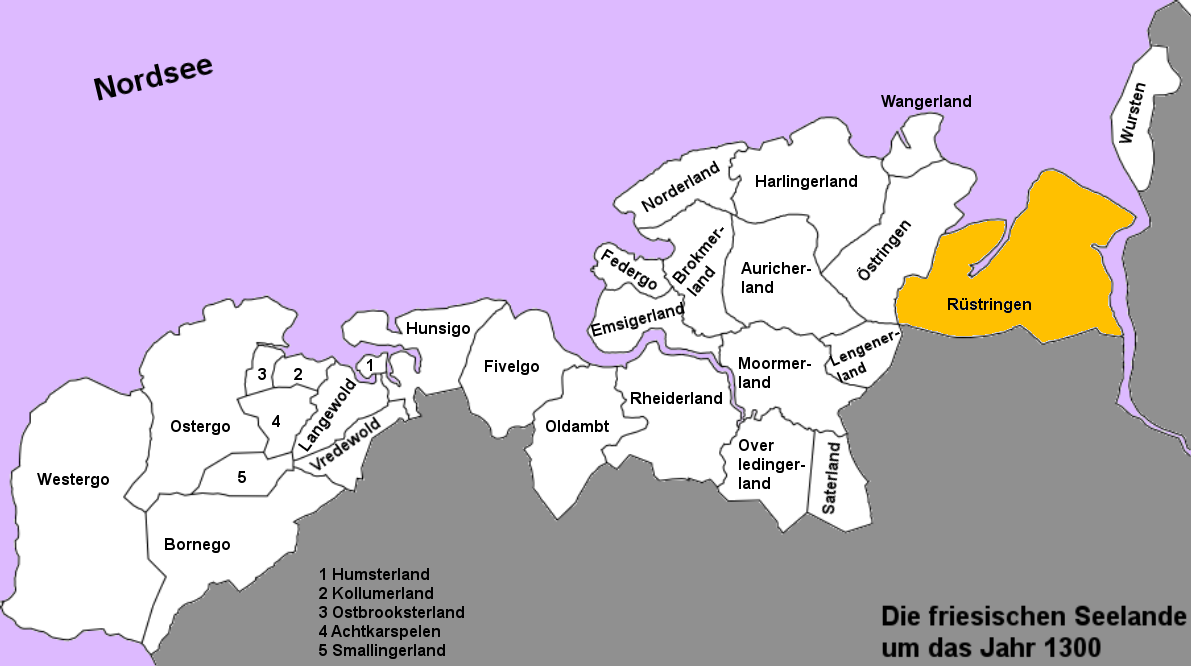
Rüstringen läge markerat i orange.

Rüstringen var under medeltiden ett frisiskt landskap som i dag motsvarar Butjadingen, stora delar av den nuvarande havsbukten Jadebusen och en del områden i Jeverland i Ostfriesland. 
Rüstringen var nära förbundet med två andra landskap i den östra delen av den ostfrisiska halvön, Östringen och Wangerland. Rüstringen omnämns första gången år 787 och runt år 1200 var det ett av de frisiska landskap som slöt sig samman i den så kallade frisiska friheten. Företrädare för de frisiska landskapen kom årligen i samband med pingst till Upstalsboom utanför Aurich för att diskutera frisiska rätts- och lagfrågor. 
Efter den frisiska freden följde den så kallade hövdingatiden som präglades av krig och konflikter. En av de ledande hövdingarna var Edo Wiemken den äldre. Rüstringens hövdingar bodde på Sibetsburg som ligger i dagens Wilhelmshaven. Efter ett angrepp från Hamburg flyttades hövdingasätet till borgen i Jever, vilken låg utanför landskapet Rüstringen. 
Delar av Rüstringen förstördes genom en rad stormfloder under 1100- till 1400-talen och sköljdes ned i havet, nuvarande Jadebusen. Exempelvis området öster om Jade, Butjadingen, förlorade landförbindelsen med övriga Rüstringen. Ander delar av det gamla Rüstringen kom att ingå i Wilhelmshaven, Jever och Varel. Alla delar av Rüstringen kom så småningom att ingå i Oldenburg. 

## Staden Rüstringen
Namnet Rüstringen kom att leva vidare genom staden Rüstringen på Jadebusens västra strand som grundades 1911 men upphörde 1937 då den införlivades med Wilhelmshaven. 